# 绰州
绰州，又作绰部州。唐朝时设置的羁縻州。
贞观二十三年（649年），以突厥绰部置，属云中都督府。确址不详。后侨治夏州朔方县（今陕西省靖边县北白城子）界。